# 校园威龙
《飆風笑警》（英語：Underclassman，又译《校园威龙》、《大学低级生》）是2005年9月2日在美国上映的校园剧情片，主演是尼克·卡农、罗塞莉·桑切斯、肖恩·艾希摩、切奇·马林、胡凯莉。

## 剧情
特雷西·斯托克斯是一个23岁的便衣警察，他去富人私人韦斯特伯里学校侦查学生死亡案件，他在学校发现了一个汽车盗窃集团，首领竟然是最受欢迎的学生领袖，为了抓捕他们，他拿了一个破旧的古董车作为鱼饵，摆放在车库里，引诱盗窃集团上钩，最终成功破案。

## 主演
- 尼克·卡农 出演 特雷西·斯托克斯
- 罗塞莉·桑切斯 出演 凯伦·洛佩兹
- 胡凯莉 出演 丽萨·布鲁克斯
- 肖恩·阿什莫 出演 罗伯·冬瓦娜
- 安吉洛 出演 大卫
- 休·博内威利 出演 校长
- 切奇·马林 出演 队长维克多
- 萨拉·简·莫里斯（英语：Sarah Jane Morris (actress)） 出演 贾米